# Archidiecezja Regina
Archidiecezja Regina – archidiecezja rzymskokatolicka w Kanadzie. Została erygowana w 1910. Podniesiona do rangi archidiecezji w 1915.

## Biskupi diecezjalni
- Olivier Elzéar Mathieu † (1911−1929)
- James Charles McGuigan † (1930−1934)
- Peter Joseph Monahan † (1935−1947)
- Michael Cornelius O'Neill † (1947−1973)
- Charles Aimé Halpin † (1973−1994)
- Peter Joseph Mallon † (1995−2005)
- Daniel Bohan † (2005−2016)
- Donald Bolen (od 2016)